# 瘋帽客 (愛麗絲夢遊仙境)
瘋帽客 （英语：Hatter 或 Mad Hatter）是英國作家路易斯·卡羅所著奇幻小說《愛麗絲夢遊仙境》及《愛麗絲鏡中奇遇》裏的一个人物。柴郡猫认为瘋帽客和三月兔都是“疯狂的”。英语中因此有俗语“像瘋帽客一样疯狂”（mad as a hatter），用以形容疯狂的人或事物。

## 出現

### 《愛麗絲夢遊仙境》
瘋帽客與所有其他虛構人物一起首次出現在路易斯·卡羅1865年的小說《愛麗絲夢遊仙境》中。在其中，瘋帽客向愛麗絲解釋說他和三月兔總是喝茶，因為當他試圖為脾氣暴躁的紅心皇后唱歌，她以“謀殺時間”判處他死刑，但他逃脫了斬首。為了報復，時間（小說中被稱為“他”）使瘋帽客靜止，讓他和三月兔永遠停留在18:00（或6:00 pm）。
當愛麗絲到達茶會時，瘋帽客隨時改變桌子上的位置、發表簡短的個人言論、要求解出的謎語以及背誦無意義的詩歌，所有這些最終都將愛麗絲趕走了。瘋帽客再次出現是在紅心武士審判中，女王似乎認出他是被她判處死刑的歌手。紅心武士還警告他不要緊張，否則當場處決他。

### 《愛麗絲鏡中奇遇》
該角色還短暫出現在《愛麗絲夢遊仙境》的續集、1871年的《愛麗絲鏡中奇遇》中，名為“ Hatta”；而三月兔的名稱則為為“ Haigha”（發音為“hare”）。 约翰·坦尼尔的插圖描繪了瘋帽客，就像他在原著中那樣從茶杯中飲茶。愛麗絲沒有說Hatta是否是她早先夢里的瘋帽客。

## 靈感
十九世紀到二十世紀初，製帽匠普遍都會有關節疼痛、變形，與瘋癲的狀況，原因是在於當時製作帽子時，所使用的固形液含有水銀，因此當時的製帽匠會有瘋癲的情況，這是長期吸入蒸氣水銀所造成的水銀中毒的症狀。